# Northrop F-20 Tigershark
O F-20A Tigershark foi um caça-bombardeiro americano desenvolvido a partir de 1980. Na prática, representou o aprimoramento máximo da célula do Nortroph F-5E Tiger II (tanto que, inicialmente, o projeto era denominado F5-G).
Desenhado em princípio para combate ar-ar, se mostrou muito eficiente em combate ar-terra o que seria muito bom para a Força Aérea dos Estados Unidos.
Utilizava motor turbofan F404, que gera 8 toneladas de empuxo e sua tecnologia aviônica moderna estava a altura de caças como F-16 e F-18. Possuía reação rápida, podendo estar no ar com todos os sistemas ligados em apenas 60 segundos e tendo um custo baixíssimo por hora voada.

## Problemas
O F-20A foi projetado para combate ar-ar, então a partir da versão B ele foi somente projetado para ataques terrestres. O efeito disso no combate ar-terra foi devastador.
De fato, os caças como F-16 e F-18 conquistaram a confiança de possíveis compradores, devido principalmente ao fato de serem aeronaves de desenvolvimento recente, ao contrário do F-20, cujo projeto era derivado de um caça cujo designs remontava o final dos anos 50. Além disso, as encomendas das Forças Armadas dos EUA garantiram uma escala de produção que reduzia os custos unitários. Assim, F-20 só seria viável se recebesse ao menos uma grande encomenda, e isto não acontecendo o projeto foi abandonado.